# Karl Moering
Karl Moering, avstrijski feldmaršal, cesarski namestnik v Trstu, * 19. maj 1810, Dunaj, † 26. december 1870, Dunaj.

## Življenje in delo
Končal je vojaške šole. Ukvarjal se je tudi s politično publicistiko in leta 1847 izdal knjigo Sibyllinische Bücher aus Österreiche, nekakšno pripravo na
revolucionarno leto 1848. Leta 1848 je bil izvoljen v frankfurtski parlament in se kasneje udeležil bojev v Italiji. Služil nato v avstrijski vojni mornarici in vojnem ministrstvu, ter leta 1868 postal cesarski namestnik v Trstu, potem ko je moral zaradi krvavih spopadov julija odstopiti njegov predhodnik Eduard Bach (brat ministra Alexandra Bacha). V tem času je bil Moering že feldmaršal. Svoj prihod v Trst je najavil 5. avgusta 1868 v dopisu »enake pravice vsem, postavna svoboda vsem«. Njegovo kratkotrajno delovanje na Primorskem so Slovenci sprejeli z naklonjenostjo. Zaradi bolezni je v začetku leta 1870 odstopil in se upokojil ter kmalu nato na Dunaju umrl.